# 国立科学技術センター

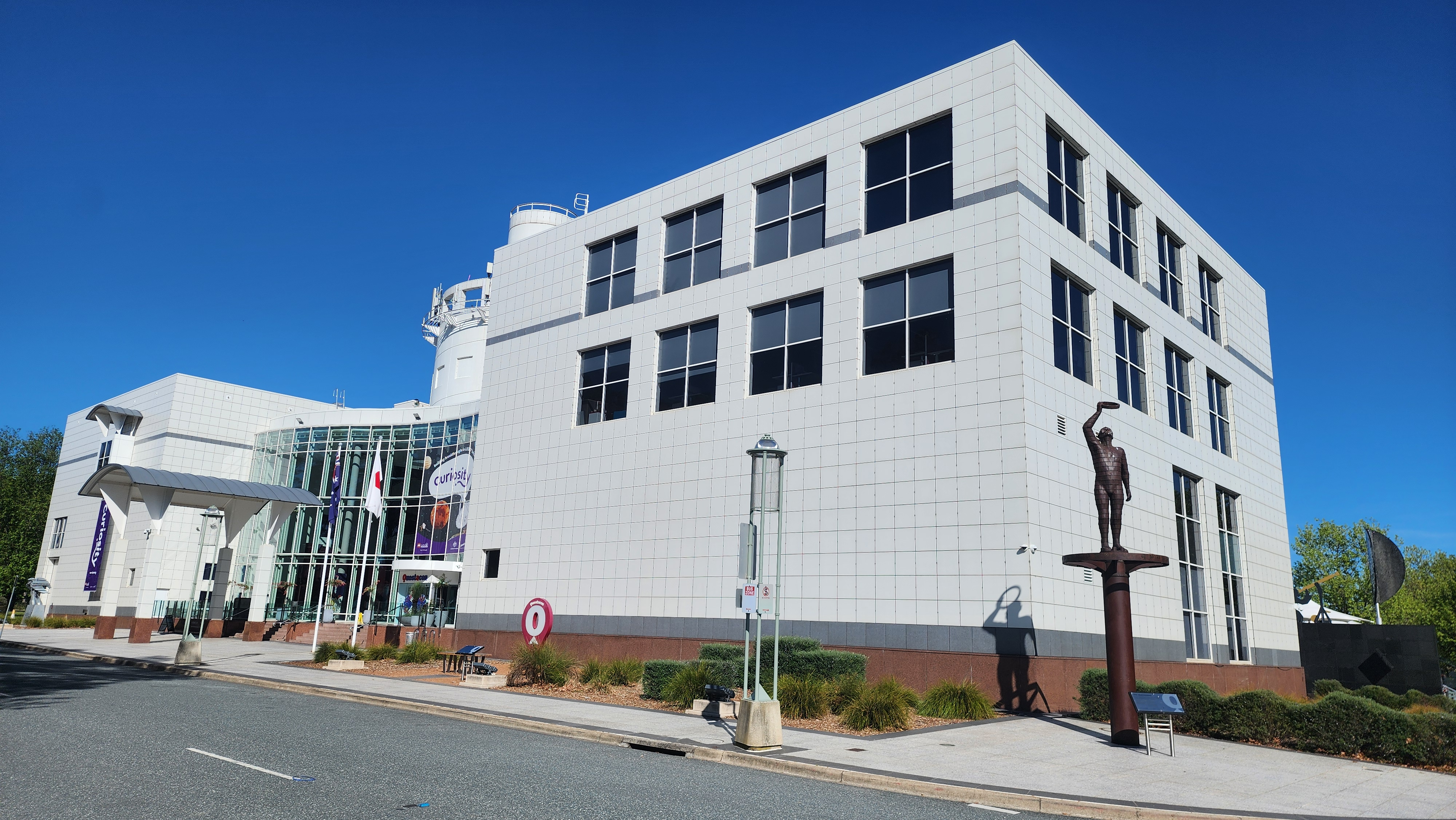
国立科学技術センター

国立科学技術センター（こくりつかがくぎじゅつセンター、英語名  – the National Science and Technology Centre）は、オーストラリアの首都キャンベラの中心に立地する国立の科学館。愛称はクエスタコン（Questacon）。国立科学技術センターは日豪友好記念事業の一環として建設された施設である。

## 概要
オーストラリア連邦政府（教育科学訓練省）の機関。1988年11月23日にオープンした。オーストラリア建国200周年祭（1988年）を記念した共同事業として、総建設費2000万オーストラリア・ドルのうち半分（約10億円）を日本の官民が拠出して建設された。入口に友好記念碑があり、正式名称は「国立科学技術センター＜豪日共同200周年プロジェクト＞」となっている。以来、日豪友好の象徴的施設として、日本の2つの科学館と協力協定を結んでいるほか、さまざまな協力イベントが行われている。
愛称のクエスタコンはクエスト（探求）とコン（学ぶの接尾辞）を合わせた造語である。
年間41万人の入場者があり、有料入場者数はキャンベラ最大、通算600万人を超える。このうち11万人は学校訪問（1,902校）で訪れる全国の子供たち。公式ホームページは年間200万回のアクセスがある。
2008年に開館20周年を迎えた。
キャンベラにある本館のほか、シドニーにあるサイエンス・スコード、キャンベラの本館から5km離れた位置にあるQTLC（クエスタコン・テクノロジー・ラーニング・センタ ー）の2つの分館を有する。

## 本館

### 構成
6つの展示ホール、2つのショー用劇場及びワークショップ室からなる。ロビーの壁に日本からの資金拠出企業、団体のリストあり。劇場は、日本劇場(Japan Theatre)と名付けられている。日本から寄贈したからくり人形も展示されている。

### 展示物
館内全部で200以上。見るだけでなく、実際に手で触るなど科学の原理・原則を「体験」する展示が中心。主としてセンターのスタッフにより、センター内の工房にて設計、製作。移動用展示物も有し、全国及び海外をまわって展示。

### 所在地
King Edward Terrace, Canberra ACT2600。
新旧の国会議事堂のほか、国立博物館、国立図書館、国立美術館、国立公文書館などが重要な連邦機関が集まる地域であり、建設時におけるオーストラリア側の本施設に対する優先順位の高さを象徴している。

## 年表
- 1988年 開館直前に、当時の日本の内閣総理大臣竹下登が訪問。開館記念式典には、ホーク首相のほか、経済団体連合会（現日本経団連）会長の斎藤英四郎等が出席。
- 1998年
  - 3月、海洋科学技術センター（当時：JAMSTEC）の海洋科学技術研究船「みらい」のシドニー寄港にあわせ、特別展示等のイベント実施。
  - 10月、宇宙開発事業団（当時：NASDA）等の協力により、宇宙の特別展示プログラムSpaceQuestを実施。開館10周年記念式典に竹下登衆議院議員、平岩外四元経団連会長等が出席。
- 2000年 3月、国立科学博物館との間で友好協定を署名。
- 2002年
  - 2月、日本科学未来館との間で協力プログラムのための覚書を署名。
  - 12月 皇太子徳仁親王、雅子夫妻がクエスタコンを訪問。
- 2006年 日豪交流年（日豪友好協力基本条約締結30周年を記念）の記念イベントとして、日本科学未来館との協力により「革新：オーストラリアと日本の協力展」の製作、展示を実施。
- 2007年
  - 1月、日本の南極地域観測50周年と国際極年（International Polar Year）を記念し、南極大陸訪問中の日本科学未来館館長毛利衛と、日本科学未来館、クエスタコン、タイ王国の科学館を中継で結んだイベントを実施。
  - 5月、日本との長年の協力が認められ、国際博物館会議豪州国内委員会国際関係賞を受賞。